# 土井玲奈
土井 玲奈（どい れいな、1990年5月9日 - ）は、大阪府出身の女優。身長160cm。体重46kg。血液型はA型。舞夢プロ所属。日本大学芸術学部演劇学科卒。2015年8月1日より劇団クロムモリブデンに所属。

## 人物
- 5歳の時に舞台『アニー』を観劇、女優を志し、10歳の時に舞夢プロに入所。子役としての活動を開始。映画『ごめん』でデビュー。
- 大阪府立東住吉高等学校芸能文化科に進学。日舞や狂言や三味線などの、日本の伝統芸能を学ぶ。
- 劇団クロムモリブデン「連続おともだち事件」を観劇した友達に「土井がここの劇団出れたら素敵だと思う！出して下さいって直談判しなよ」と言われ、2014年の冬のオーディションを受ける。「七人のふたり」に客演、その後劇団員として合格。
- 怖い話が好き。

## 出演

### 映画
- ごめん（2002年） - さつき 役
- イヴォルバー -EVOLVER-（2004年） - 謎の少女 役
- 村の写真集（2005年） ※上海国際映画祭 グランプリ受賞作品
- ムラサキカガミ（2010年） - 佐藤みどり 役
- メリーさんの電話（2011年） - 由美 役
- 逆転のシンデレラ（2011年） - 向井理沙 役
- クジラのいた夏（2014年） - 有栖川圭子 役
- バケモノの子（2015年）
- 鋼の錬金術師（2017年） - 町人 役
- ブレイク・ザ・パラダイス（2018年） -  アキラ役
- さらば、ダイヤモンド（2018年） - 戸塚ありさ 役
- クランクイン塩原ン（2021年） - 新井志麻子 役
- キリエのうた（2023年） - 岡田の母 役[1][2]

### テレビドラマ
NHK
- 木曜時代劇 鞍馬天狗（2008年）
- 大河ドラマ 龍馬伝（2010年） - 芸妓 役
- 塚原卜伝 第3話（2011年、BSプレミアム） - かどわかされる女 役
- 連続テレビ小説
  - 梅ちゃん先生（2012年） - 小夜 役
  - 花子とアン（2014年） - 修和女学校生徒 役（レギュラー）
  - わろてんか（2017年） - マツ 役
  - らんまん（2023年）- 女中役（27話）

- ちいさいぜ!ちょこやまくん 第1話（2013年、Eテレ） - 小橋 役
- 破裂 第1・3回（2015年） - 松野公子弁護士事務所・事務員 役
- だから私は推しました（2019年） - 松前菜摘 役
- 歪んだ波紋（2019年11月3日 - 12月22日、NHK BSプレミアム） - 荒井瑞穂 役
- よるドラきれいのくに 第3話（2021年） - 病院の受付女性役 役

日本テレビ
- 探偵が早すぎる（2018年） - ギプスをした患者 役
- 知らなくていいコト 第4話（2020年） - 雨宮事務職員 役
- 放送局占拠 第4話（2025年） - 小笠原寧々役

TBSテレビ
- 生まれる。 第2話（2012年） - 女子大生 役
- 東京スカーレット〜警視庁NS係（2014年） - 山本京子（原田の同僚アルバイト） 役
- 女はそれを許さない（2014年） - 派遣社員 役
- 警部補・杉山真太郎〜吉祥寺署事件ファイル（2015年） - 美幸 役
- ダメな私に恋してください 第3・4話（2016年） - 女性社員 役
- MIU404 第1 - 3話（2020年） - 本間 役

フジテレビ
- 僕のいた時間（2014年） - 就活大学生 役
- 警部補・佐々木丈太郎8（2016年） - 安藤美由紀 役
- 青のSP―学校内警察・嶋田隆平―（2021年） - 美希 役
- PICU 小児集中治療室 第1話（2022年） - AP(アシスタントプロデューサー)小林 役

テレビ朝日
- 警視庁失踪人捜査課（2010年） - 春名千歳 役
- 天使と悪魔-未解決事件匿名交渉課- 第4話（2015年） - 受付嬢・原田朋美 役
- AKBホラーナイト アドレナリンの夜 第29話「胎教」（2016年1月21日）
- 土曜ナイトドラマもしも、イケメンだけの高校があったら 第5話（2022年） - インタビュアー 役
- 相棒
  - Season21 第12話「他人連れ」（2023年1月11日） - 三雲亜紀 役

テレビ東京
- ドラマ24スナック キズツキ 1・4話（2021年） - コールセンター職員役
- ドラマ25クールドジ男子 第5話（2023年） - 三間貴之の姉 役

テレビ神奈川
- びったれ!!!（2014年） - 白石明菜 役

関西テレビ
- 超能力シックス（2008年） - フーミン 役

サンテレビ
- こらっ!のおじいちゃん（2003年）

WOWOW
- 孤高のメス2話（2019年） - 中村浪子 役
- 密告はうたう 警視庁監察ファイル 第5話・最終話（2021年9月19日・26日） - 看護師 役

BSフジ
- 恋する日本語（2014年） - 山本マキ 役

フジテレビTWO
- ミッドナイト・ホラーシアター 第4話「悪夢の臨床実験」（2011年） - 香取真由美 役

Hulu
- パンドラの果実 season2 1・2話（2022年） - 真鍋日奈子 役

### テレビ番組
TOKYO MX
- 東京インフォメーション（2012年）
- 「キャリアTV」（2012年）

JCOM
- 「まちテレ〜町田市広報番組〜Vol.35」（2010年） - レイナ 役

### CM
- 桐灰化学「プリポカ」（2004年）
- TSUTAYA DISCAS「我が家のネット宅配レンタル〜思春期の長女〜篇」（2010年）
- ドミノ・ピザ「どこのピザ⁉︎〜BUY1GET1FREE!〜篇」（2014年）
- POLUS「新卒者募集!」（2014年）
- 三菱電機「ニクイねぇ!〜開発の想い〜篇」（2014年）
- 小林製薬「噛むブレスケア〜リズム〜篇」（2014年）
- CHINTAI「ネットでCHINTAI〜続・CHINTAIにおまかせ!〜」篇（2016年）[4]

### 舞台
- 平成時代劇萬屋錦之助一座ざ☆よろきん「吉原火消し衆〜東雲編〜（2012年、シアターグリーン） - 小浪 役
- 劇富「Angel Fang〜天使の牙〜」（2014年、大阪ABCホール） - クシナ 役
- 平成時代劇萬屋錦之助一座ざ☆よろきん「高松心中〜坊主と花魁の四十九日〜」（2014年、シアターグリーン） - 糸里 役
- クロムモリブデン「七人のふたり」（2015年、東京：赤坂RED THEATER / 大阪：HEP HALL）
- 兵庫県立ピッコロ劇団第54回公演「天空の恋～谷崎と猫と三人の女～」（兵庫県立芸術文化センター）
- クロムモリブデン「翼とクチバシもください」（東京：赤坂RED THEATER / 大阪：HEPHALL）
- AnK8月公演「ウェルカム」 - 春子 役
- 日本劇団協議会「アヒルと鴨のコインロッカー」（ポケットスクエア・ザ・ポケット）

### スチール
- JR名古屋高島屋 卒業式カタログ（2002年）
- スタジオアリス（2012年）
- 日本経済新聞デジタルメディア「日経テレコン」（2013年 - ）

### PV
- 熊谷育美「帰りたいよ」（2010年）

### VP
- NTTドコモ「タブレット端末」（2012年）